# Club Baloncesto Avenida
El Club Baloncesto Avenida, también conocido como Perfumerías Avenida por razones de patrocinio, es un equipo de baloncesto femenino con sede en Salamanca, España. Compite en la Liga Femenina de España. El 29 de abril de 2017 disputó su partido oficial número 1.000 (646 victorias, 2 empates y 352 derrotas, en los que han intervenido 175 jugadoras y 12 entrenadores).
Al finalizar la temporada 2021/2022, fue el vigente campeón de la Liga Endesa Femenina y la Copa de la Reina, además de tercer clasificado de la Euroliga.

## Historia
El club nació en el año 1988 como Agrupación Deportiva Universidad de Salamanca. En la temporada 1991-92 el equipo consigue su ascenso a la 1.ª división nacional, en la que compitió dos temporadas.
En 1994 la AD Universidad de Salamanca cede sus derechos deportivos al Club Baloncesto Halcón Viajes y se clasifica en la cuarta plaza de la Copa de la Reina, lo que significó su participación por primera vez en su historia en una competición europea, la Copa Ronchetti, en la que llegaría hasta los cuartos de final. En la temporada 1995/96 el equipo consiguió finalizar como subcampeón de liga, por detrás del C. B. Godella-Costa Naranja, y como tercer clasificado en la Copa de la Reina. Volvió a ser subcampeón de la liga en las temporadas 1998/99 y 1999/2000 y subcampeón de Copa en 2000/01, superado en las tres ocasiones por el Real Club Celta de Vigo-Banco Simeón. En la temporada 2000/01 se clasificó como tercero en liga.
En la temporada 2002/03 pasa a denominarse Club Baloncesto Avenida, cuando la cadena de perfumerías salmantina se convierte en su principal patrocinador. 
Consigue su primer título nacional al ganar la Copa de la Reina 2005, y en 2006 el Perfumerías Avenida consiguió ser campeón de Liga y Copa. La final de la Copa de la Reina se disputó en León contra el Ros Casares y se impuso el equipo charro por 67-60, mientras que la final de la liga se disputó contra el UB-FC Barcelona.
Su primer título continental fue la Euroliga Femenina 2010-11.

## Uniforme
El uniforme titular del CB Perfumerías Avenida es de color azul, tanto camiseta como pantalón, con las grafías en blanco. El uniforme suplente cambia el azul por blanco y el blanco por azul. Sin embargo, por normativa de la FIBA (la Federación Internacional de Baloncesto) en la competición continental se invierte el orden de los uniformes y cuando actúan de locales lucen el color blanco y reservan el azul para los desplazamientos.

## Pabellón
El pabellón oficial del equipo salmantino es el Pabellón polideportivo Würzburg, de titularidad municipal, con capacidad de aproximadamente 3.000 espectadores. Por otro lado, el Multiusos Sánchez Paraíso, con capacidad para aproximadamente cinco mil personas, también ha sido escenario de competiciones especiales como la Copa de la Reina (en 2009 y 2020) y la Final Four de la Euroliga Femenina de 2009, y de dos partidos oficiales en enero de 2015, debido a un cierre temporal del Pabellón de Würzburg. Con anterioridad, y principalmente siendo todavía denominado C. B. Halcón Viajes, el equipo disputaba sus partidos en el Pabellón de la Alamedilla, con aforo para 1600 personas, y empleaba el pabellón del colegio Amor de Dios para sus sesiones de entrenamientos.

## Palmarés

### Nacional
- Liga (8)
  - Campeón: 2005/06, 2010/11, 2012/13, 2015/16, 2016/17, 2017/18, 2020/21 y 2021/22.
  - Subcampeón: 1995/96, 1998/99, 2006/07, 2007/08, 2008/09, 2009/10, 2011/12, 2013/14, 2014/15, 2018/19, 2022/23 y 2023/24.

- Copa de la Reina (10)
  - Campeón: 2005, 2006, 2012, 2014, 2015, 2017, 2018, 2019, 2020 y 2022.
  - Subcampeón: 2001, 2004, 2007, 2010, 2013, 2016, 2023 y 2025.

- Supercopa de España (9)
  - Campeón: 2010/11, 2011/12, 2012/13, 2013/14, 2014/15, 2016/17, 2017/18, 2018/19 y 2020/21.
  - Subcampeón: 2003/04, 2004/05, 2005/06, 2006/07, 2015/16, 2019/20 y 2021/22.

- Copa de Castilla y León (16)
  - Campeón: 2001, 2002, 2003, 2004, 2005, 2007, 2008, 2009, 2011, 2013, 2014, 2015, 2017, 2018, 2020 y 2021.
  - Subcampeón: 2010, 2012, 2016 y 2019.

### Internacional
- Euroliga (1)
  - Campeón: 2010/11.
  - Subcampeón: 2008/09 y 2020/21.
  - Medalla de bronce: 2021/22
- Supercopa de Europa (1)
  - Campeón: 2011
- Eurocopa femenina
  - Semifinales: 2005/06, 2017/18.

### Distinciones individuales de jugadoras

#### Mejor jugadora
- Amaya Valdemoro (Liga 2001)
- Nuria Martínez (Copa de la Reina 200)
- Laura Camps (Copa de la Reina 2006)
- Anna Montañana (Liga 2008)
- Sancho Lyttle (Supercopa de España 2010)
- Alba Torrens (Final Four Euroliga 2011)
- DeWanna Bonner (Supercopa de España 2011)
- Erika de Souza (Copa de la Reina 2012)
- Roneeka Hodges (Supercopa de España 2012)
- Shay Murphy (Supercopa de España 2013)
- Angélica Robinson (Copa de la Reina 2014)
- Marta Xargay (Supercopa de España 2014)
- Angélica Robinson (Copa de la Reina 2015)
- Adaora Elonu (Supercopa de España 2016)[5]
- Silvia Domínguez (Copa de la Reina 2017)[6]
- Jelena Milovanovic (Final Liga 2017)[7]
- Erika de Souza (Supercopa de España 2017)
- Angélica Robinson (Copa de la Reina 2018)
- Erika de Souza (Supercopa de España 2018)
- Erika de Souza (Copa de la Reina 2019)
- Tiffany Hayes (Copa de la Reina 2020)
- Nikolina Milic (Supercopa de España 2020)
- Katie Lou Samuelson (Final Liga 2021)

## Trayectoria
| Temporada | Nivel | División      | Pos. | G–P   | Postemporada     | Copa de la Reina | Supercopa    | Competiciones europeas | Competiciones europeas | Competiciones europeas |
| --------- | ----- | ------------- | ---- | ----- | ---------------- | ---------------- | ------------ | ---------------------- | ---------------------- | ---------------------- |
| 1994–95   | 1     | 1º división   | 8º   | 9–15  |                  | Semifinales      |              |                        |                        |                        |
| 1995–96   | 1     | 1º división   | 4º   | 14–8  | Subcampeonas     | Tercer lugar     |              | 2 Copa Ronchetti       | QF                     | –                      |
| 1996–97   | 1     | Liga Femenina | 5º   | 14–8  |                  | Semifinales      |              |                        |                        |                        |
| 1997–98   | 1     | Liga Femenina | 6º   | 11–11 |                  | Cuartos de final |              |                        |                        |                        |
| 1998–99   | 1     | Liga Femenina | 4º   | 19–7  | Subcampeonas     | Semifinales      |              |                        |                        |                        |
| 1999–00   | 1     | Liga Femenina | 5º   | 18–8  |                  | Cuartos de final |              | 2 Copa Ronchetti       | OF                     | –                      |
| 2000–01   | 1     | Liga Femenina | 6º   | 15–11 | Cuartos de final | Subcampeón       |              | 2 Copa Ronchetti       | QR2                    | –                      |
| 2001–02   | 1     | Liga Femenina | 7º   | 14–12 | Cuartos de final | Cuartos de final |              | 2 Copa Ronchetti       | FG                     | –                      |
| 2002–03   | 1     | Liga Femenina | 6º   | 12–14 | Cuartos de final | Cuartos de final |              |                        |                        |                        |
| 2003–04   | 1     | Liga Femenina | 6º   | 13–13 | Cuartos de final | Subcampeón       |              |                        |                        |                        |
| 2004–05   | 1     | Liga Femenina | 1º   | 20–6  | Semifinales      | Campeón          | Subcampeón   | 2 EuroCup              | POC                    | –                      |
| 2005–06   | 1     | Liga Femenina | 2º   | 20–6  | Campeón          | Campeón (2º)     | Subcampeón   | 2 EuroCup              | SF                     | –                      |
| 2006–07   | 1     | Liga Femenina | 2º   | 17–9  | Subcampeonas     | Subcampeón       | Subcampeón   | 1 Euroliga             | OF                     | 4–8                    |
| 2007–08   | 1     | Liga Femenina | 2º   | 20–6  | Subcampeonas     | Semifinales      | Subcampeón   | 1 Euroliga             | OF                     | 4–8                    |
| 2008–09   | 1     | Liga Femenina | 2º   | 19–7  | Subcampeonas     | Cuartos de final |              | 1 Euroliga             | RU                     | 12–5                   |
| 2009–10   | 1     | Liga Femenina | 2º   | 23–3  | Subcampeonas     | Semifinales      |              | 1 Euroliga             | QF                     | 10–5                   |
| 2010–11   | 1     | Liga Femenina | 1º   | 25–1  | Campeón (2º)     | Semifinales      | Campeón      | 1 Euroliga             | C                      | 14–2                   |
| 2011–12   | 1     | Liga Femenina | 2º   | 23–3  | Subcampeonas     | Campeón (3º)     | Campeón (2º) | 1 Euroliga             | R2                     | 8–6                    |
| 2012–13   | 1     | Liga Femenina | 2º   | 17–3  | Campeón (3º)     | Subcampeón       | Campeón (3º) | 1 Euroliga             | R2                     | 7–7                    |
| 2013–14   | 1     | Liga Femenina | 1º   | 18–4  | Subcampeonas     | Campeón (4º)     | Campeón (4º) | 1 Euroliga             | R2                     | 8–6                    |
| 2014–15   | 1     | Liga Femenina | 1º   | 24–2  | Subcampeonas     | Campeón (5º)     | Campeón (5º) | 1 Euroliga             | QF                     | 10–6                   |
| 2015–16   | 1     | Liga Femenina | 1º   | 22–1  | Campeón (4º)     | Subcampeón       | Subcampeón   | 1 Euroliga             | FG                     | 4–10                   |
| 2016–17   | 1     | Liga Femenina | 1º   | 25–1  | Campeón (5º)     | Campeón (6º)     | Campeón (6º) | 1 Euroliga             | QF                     | 8–7                    |
| 2017–18   | 1     | Liga Femenina | 1º   | 25–1  | Campeón (6º)     | Campeón (7º)     | Campeón (7º) | 1 Euroliga             | FG                     | 7–7                    |
| 2017–18   | 1     | Liga Femenina | 1º   | 25–1  | Campeón (6º)     | Campeón (7º)     | Campeón (7º) | 2 EuroCup              | SF                     | –                      |
| 2018–19   | 1     | Liga Femenina | 1º   | 25–1  | Subcampeonas     | Campeón (8º)     | Campeón (8º) | 1 Euroliga             | FG                     | 7–7                    |
| 2018–19   | 1     | Liga Femenina | 1º   | 25–1  | Subcampeonas     | Campeón (8º)     | Campeón (8º) | 2 EuroCup              | QF                     | –                      |
| 2019–20   | 1     | Liga Femenina | 1º   | 19–3  | [ nota 1 ]       | Campeón (9º)     | Subcampeón   | 2 EuroCup              | QF                     | –                      |
| 2020–21   | 1     | Liga Femenina | 1º   | 29–1  | Campeón (7º)     | Semifinales      | Campeón (9º) | 1 Euroliga             | RU                     | 9–1                    |
| 2021–22   | 1     | Liga Femenina | 1º   | 28–2  | Campeón (8º)     | Campeón (10º)    | Subcampeón   | 1 Euroliga             | SF                     | 13–5                   |
| 2022–23   | 1     | Liga Femenina | 3º   | 24–6  | Subcampeonas     | Subcampeón       | Semifinales  | 1 Euroliga             | QF                     | 11–6                   |
| 2023–24   | 1     | Liga Femenina | 1º   | 26–4  | Subcampeonas     | Semifinales      | Subcampeón   | 1 Euroliga             | QF                     | 10–6                   |
| 2024–25   | 1     | Liga Femenina | 3º   | 22–8  | Semifinales      | Subcampeonas     | Semifinales  | 1 Euroliga             | R2                     | 4–7                    |